# Conopias parvus
Conopias parvus là một loài chim trong họ Tyrannidae.